# Rialp
Rialp är en kommun och ort i Spanien.   Den ligger i provinsen Província de Lleida och regionen Katalonien, i den nordöstra delen av landet, 500 km nordost om huvudstaden Madrid. Rialp ligger 1 667 meter över havet och antalet invånare är 680.
Terrängen runt Rialp är huvudsakligen bergig, men den allra närmaste omgivningen är kuperad. Rialp ligger nere i en dal. Runt Rialp är det mycket glesbefolkat, med 2 invånare per kvadratkilometer. Närmaste större samhälle är Sort, 3,4 km söder om Rialp. I omgivningarna runt Rialp växer i huvudsak blandskog.